# سیاه‌مشق (آلبوم)
سیاه‌مشق نوزدهمین آلبوم استودیویی عبدالحسین مختاباد می‌باشد که ۵ مرداد ۱۳۹۵ با حضور احمد مسجدجامعی و برخی از اعضای شورای شهر تهران و برخی مسئولان موسیقی ایران در خانه هنرمندان ایران رونمایی شد. این آلبوم مشتمل بر ۹ قطعه آهنگ می‌باشد.

## فهرست آهنگ‌ها
متن همهٔ ترانه‌ها توسط عبدالحسین مختاباد نوشته شده‌است.
| سیاه‌مشق | سیاه‌مشق                   | سیاه‌مشق        | سیاه‌مشق        | سیاه‌مشق |
| شماره   | نام                       | سراینده        | آهنگساز        | مدت     |
| ------- | ------------------------- | -------------- | -------------- | ------- |
| ۱.      | «سرگشته»                  | اسحاق انور     |                | nil     |
| ۲.      | «چشم به راه» (کوچه باغ)   | قدمعلی سرامی   | حسن یوسف‌زمانی  | nil     |
| ۳.      | «به من نخند»              | سعید دبیری     | صدرالدین مهوان | nil     |
| ۴.      | «مجنون بی لیلا» (مریم)    | اسحاق انور     | ایرج امیرنظامی | nil     |
| ۵.      | «بی وفا» (گل آغوش)        | جهانبخش پازوکی | جهانبخش پازوکی | nil     |
| ۶.      | «چرا چرا»                 | سیمین بهبهانی  | حبیب‌الله بدیعی | nil     |
| ۷.      | «شمع شبانه»               | تورج نگهبان    | مجید وفادار    | nil     |
| ۸.      | «آرزوی فردا»              | جهانبخش پازوکی | جهانبخش پازوکی | nil     |
| ۹.      | «شب انتظار» (منتظرت بودم) | محمود صانعی    | مجید وفادار    | nil     |